# Панилиакос (футбольный клуб)
«Панилиакос» (греч. Πανηλειακός) — греческий футбольный клуб, организованный в 1957 году путём объединения четырёх команд города Пиргос: Этникос, Ираклис, A.E.K. и Аполлон.
Ранее Панилиакос входил в элиту греческого футбола и показывал неплохие результаты особенно в 1990 годах. Однако затем пошел существенный спад и команда вылетела в четвёртый греческий дивизион. В сезоне 2009—2010 Панилиакос вышел из третьего дивизиона в Футбольную лигу 2.

## Эмблема клуба

Эмблемы клуба
Бывшая эмблема клуба
Нынешняя эмблема клуба